# Scheidemannstraße
De Scheidemannstraße is een naar de sociaaldemocratische politicus Philipp Scheidemann vernoemde straat in het Berlijnse stadsdeel Tiergarten. De aanleiding voor de naamgeving is het feit dat Philipp Scheidemann ongeveer 100 meter verderop, op 9 november 1918, vanaf een balkon van het Rijksdaggebouw de Duitse republiek had uitgeroepen.

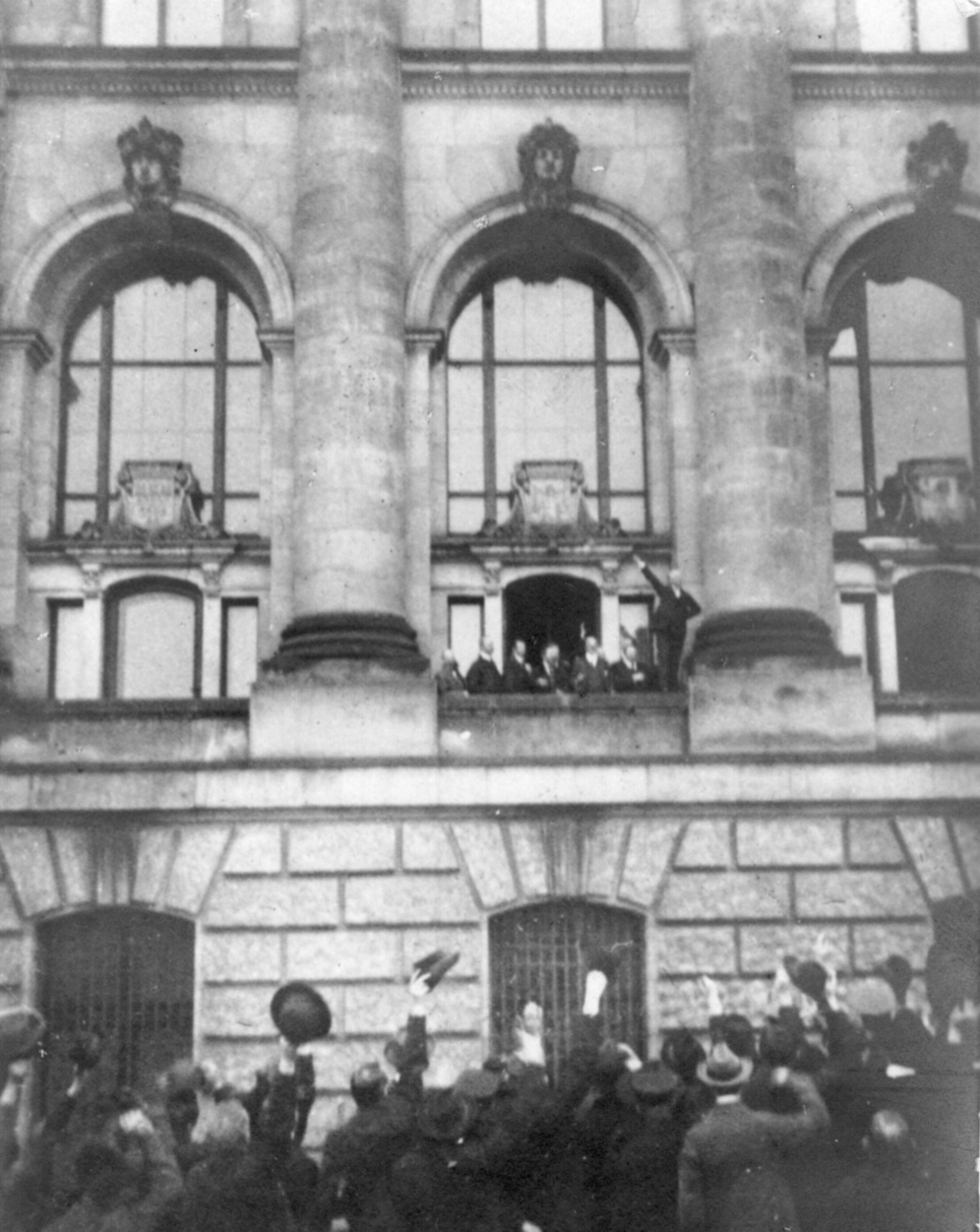
Proclamatie van de republiek op 9 november 1918: Philipp Scheidemann roept vanaf het westelijke balkon van het Rijksdaggebouw de Duitse republiek uit

De Scheidemannstraße loopt in oost-westrichting. Aan de oostkant van de straat ligt de Friedrich-Ebert-Platz. Hier komen de Ebertstraße vanuit het zuiden en de Dorotheenstraße vanuit het oosten bijeen. In het westen kruist de straat de tramlijn Heinrich-von-Gagern-Straße–Yitzhak-Rabin-Straße en gaat dan over in de John-Foster-Dulles-Allee. Aan de noordkant van de straat liggen het Rijksdaggebouw en de Platz der Republik. Aan de andere kant ligt de Großer Tiergarten met het Monument voor de Sinti en Roma van Europa. Het gedenkteken Weiße Kreuze, dat herinnert aan de dodelijke slachtoffers van de Berlijnse Muur, ligt op de hoek van de Scheidemannstraße met de Ebertstraße.
De straat werd op 24 oktober 1965 naar Scheidemann vernoemd. Voordien heette de straat tussen 1895 en 1938 Simsonstraße, naar de eerste Rijksdagpresident Eduard von Simson, en van 1938 tot 1965 Sommerstraße naar de lokale politicus Carl August Heinrich Sommer.
Altonaer Straße · 
Amalienstraße · 
Bergmannstraße · 
Berliner Allee ·
Bernauer Straße · 
Bismarckstraße · 
Bornholmer Straße · 
Boxhagener Straße ·
Breite Straße ·
Brüderstraße ·
Brunnenstraße ·
Bülowstraße ·
Bundesallee ·
Danziger Straße ·
Eberswalder Straße ·
Ebertstraße ·
Fasanenstraße ·
Frankfurter Allee ·
Friedrichstraße ·
Gertraudenstraße ·
Greifswalder Straße ·
Halskestraße ·
Hardenbergstraße ·
Hauptstraße ·
Heerstraße ·
Hornstraße ·
Invalidenstraße ·
Judengasse ·
Kaiserdamm ·
Karl-Liebknecht-Straße ·
Karl-Marx-Allee ·
Karl-Marx-Straße ·
Kastanienallee ·
Klosterstraße ·
Kopenhagener Straße ·
Kopernikusstraße ·
Kurfürstendamm ·
Landsberger Allee ·
Lehrter Straße ·
Leipziger Straße ·
Majakowskiring ·
Mehringdamm ·
Mollstraße ·
Motzstraße ·
Mühlendamm · 
Oderberger Straße ·
Oranienburger Straße ·
Oranienstraße ·
Ostseestraße ·
Otto-Braun-Straße ·
Otto-Suhr-Allee ·
Potsdamer Straße ·
Prenzlauer Allee ·
Rathausstraße ·
Rheinstraße ·
Rigaer Straße ·
Rosa-Luxemburg-Straße ·
Rosenthaler Straße ·
Rykestraße ·
Samariterstraße · 
Scheidemannstraße · 
Schwedter Straße ·
Schönhauser Allee ·
Simon-Dach-Straße ·
Spandauer Straße ·
Sredzkistraße ·
Stralauer Allee ·
Straße des 17. Juni ·
Tauentzienstraße ·
Torstraße ·
Unter den Linden ·
Warschauer Straße ·
Wiesbadener Straße ·
Wilhelmstraße (Berlin-Mitte) ·
Wilhelmstraße (Berlin-Spandau)